# Michael Shub
Michael Ira Shub (connu également comme Mike Shub), né le 17 août 1943 à Brooklyn, est un mathématicien américain.

## Biographie
Mike Shub a passé son doctorat à l'université de Californie à Berkeley avec la thèse Endomorphisms of Compact Differentiable Manifolds (endomorphismes des variétés compactes différentiables) en 1967 sous la direction de Stephen Smale.
De 1967 à 1985, il enseigne successivement à l'université Brandeis, à l'université de Californie à Santa Cruz et au Queens College de l'université de la Ville de New York. En 1985, il passe dans le privé et devient chercheur au Thomas J. Watson Research Center d'IBM. En 2004, il revient à l'enseignement en tant que professeur à l'université de Toronto au Canada. Depuis 2010, il est chercheur à l'université de Buenos Aires en Argentine.
En 2012, une conférence intitulée From Dynamics to Complexity est organisée à l'Institut Fields de Toronto pour célébrer l'œuvre de Mike Shub.

## Travaux
Les centres d'intérêt de Mike Shub englobent la théorie du chaos et la complexité des algorithmes travaillant sur les nombres réels.
Dans sa thèse de doctorat de 1967, il a introduit la notion d'« applications dilatantes » (expanding maps) et a entrepris de les classer. Les applications dilatantes ont été utilisées par Stephen Smale pour produire les premiers exemples d'attracteurs étranges structurellement stables.
En 1974, il pose sa « conjecture entropique » :

Soit {\displaystyle f:V\to V} une application continûment différentiable sur une variété différentiable {\displaystyle V}.
Soit {\displaystyle h(f)} l'entropie topologique de {\displaystyle f}.
Soit {\displaystyle f_{*}:\oplus H_{*}(V,\mathbb {R} )\to \oplus H_{*}(V,\mathbb {R} )} l'application induite sur la somme directe des groupes d'homologie de {\displaystyle f}.
Soit {\displaystyle HG(f)} la croissance homologique de {\displaystyle f} définie par {\displaystyle HG(f)=\limsup _{n\to \infty }{\frac {1}{n}}\log |f_{*}^{n}|}.
Alors {\displaystyle h(f)\geq HG(f)}.
Cette conjecture a été démontrée par Yosef Yomdin pour les applications infiniment différentiables en 1987.
En 1986, il participe à l'élaboration de l'algorithme Blum Blum Shub de calcul de nombres pseudo-aléatoires.
En 1989, il propose avec d'autres le modèle de Machine de Blum-Shub-Smale, une machine de Turing calculant sur les nombres réels.